# パリ条約 (1810年)
パリ条約（パリじょうやく）は、1810年1月6日にパリで締結されたフランス帝国（フランス第一帝政）とスウェーデン王国との条約である。
この条約の締結によって、両国は和解し、スウェーデンは「大陸封鎖令」に参加した。
なお、フランスは同名同年の条約をバイエルン王国とも締結した。

## 概要
スウェーデンは、ナポレオン戦争において第四次対仏大同盟に参加したものの、フランス軍に敗れた。敗戦国の大半が、ナポレオン1世が命令した「大陸封鎖令」に参加する中、スウェーデンは封鎖令を拒否した。この結果、ナポレオン1世は、ティルジット条約においてロシア帝国をけしかけ、ロシア・スウェーデン戦争を誘発させるのである。スウェーデンは敗北し、戦争は1809年に終了した。交戦国であったロシアとは、フレデリクスハムンの和議、デンマークとは、イェンシェーピングの和議が同年の内に締結されている。一方、ロシア・スウェーデン戦争の黒幕であるフランスとは、翌1810年1月6日にパリにおいて締結された。
条約内容は、名目的には、交戦国であるフランスとスウェーデンの和平締結であるが、実質は「大陸封鎖令」への強制参加であり、フランスへの服従であった。そしてナポレオン1世の対英政策への同調、対英宣戦の宣言であった。
スウェーデンは1月10日に大陸封鎖令へ参加したが、スウェーデンでは事態が早くも急展開する事となる。スウェーデン王カール13世には嗣子がなく、ホルシュタイン＝ゴットルプ王家が断絶する事となるため（グスタフ4世アドルフの嫡子である元王太子グスタフは、王位継承権を剥奪された）、フランスの同盟国デンマークから王家オルデンブルク家の分家であるアウグステンブルク家のカール・アウグストが王位継承者に指名された。しかし王太子となったカール・アウグストは5月に急死し、後継者問題は紛糾した。こうした情勢にロシアでは、スウェーデンは断末魔を迎えていると形容した。しかし8月、スウェーデン議会は、フランスの元帥ジャン＝バティスト・ジュール・ベルナドットを王位継承者として迎え入れた。現王家ベルナドッテ家の祖、カール14世ヨハンである。
大陸封鎖令に参加したスウェーデンだったが、1810年以降、ロシアとフランスとの関係が悪化すると、摂政ベルナドットは、ナポレオンとの従属関係を打切り、反フランス政策に転向、1812年4月にイギリス、ロシア、スウェーデンの3国は対ナポレオンの秘密協定を結んだ。これにより、パリ条約は完全に死文化し、翌1813年にスウェーデンは第六次対仏大同盟に参加し、ナポレオン戦争は新たな展開を迎える事となる。